# Marie-Jeanne Boucher
Née Marie-Jeanne Buzeau ou Buseau, Marie-Jeanne Boucher (1716-1796) est une peintre, miniaturiste et graveuse française du XVIIIe siècle.
Elle a pour époux le peintre et graveur François Boucher.

## Biographie
À l'âge de 17 ans, le 21 avril 1733, Marie-Jeanne Buseau, fille de Jean-Baptiste Buseau, bourgeois de Paris, et de Marie-Anne de Sédeville, demeurant rue l’Évêque, épouse dans sa paroisse, en l'église Saint-Roch, le peintre François Boucher qui habitait alors rue Saint-Thomas-du-Louvre, sur la paroisse de Saint-Germain-l’Auxerrois, selon l'acte de mariage, transcrit par les frères Goncourt. Le couple y demeurait encore an 1736 lors de la naissance de son deuxième enfant
Marie-Jeanne avait précédemment posé pour Boucher, et en 1732 dans le tableau Renaud et Armide, elle est le modèle de la blonde Armide. C'est l'œuvre présentée par son futur époux, pour entrer à l’Académie royale. Boucher semble s’être ensuite souvent inspiré de son image dans ses créations de jeunes beautés radieuses et triomphantes.
De ce mariage naquirent trois enfants, une fille, Jeanne-Élisabeth Victoire, baptisée le 24 mars 1735 ; un fils, Juste-Nathan, baptisé le 4 mai 1736, et une seconde fille, Marie-Émilie, née le 27 avril 1740. Les deux filles épousèrent, le 7 avril 1758 à Saint-Germain-l'Auxerrois, les peintres Baudouin et Deshays.
Marie-Jeanne Boucher ne posait pas que pour son mari. La Tour a exposé à son premier Salon, en 1737, un pastel la représentant dans une robe de satin blanc décolletée en carré et garnie d’une ruche, le cou légèrement voilé par la dentelle d’une écharpe, et tourmentant un éventail fermé de ses mains gantées de mitaines blanches sans doigts et doublées de rose. Lundberg a fait d’elle un pastel paru au Salon de 1743, et le peintre suédois Roslin a exposé son portrait au Salon de 1761. Gabriel de Saint-Aubin en a fait un croquis en marge de son exemplaire du Livret.

## Œuvre
Au XVIIIe siècle, l'Académie royale de peinture et de sculpture n'admettait qu'un nombre très restreint de femmes et aucune comme « peintre d'histoire », genre supérieur qui seul donnait accès au titre de professeur. Les femmes de familles d'artistes ont dû le plus souvent se cantonner à des « sujets féminins », peinture de fleurs, portraits, miniatures, qui trouvent un débouché dans la clientèle bourgeoise. Elles accèdent ainsi à une notoriété qui leur assure l'aisance, mais pas à la reconnaissance. Les miniatures de Marie-Anne Fragonard seront attribuées à son mari Jean-Honoré Fragonard, et contribueront à sa réévaluation.
Marie-Jeanne Boucher travailla avec son mari, grava quelques-uns de ses dessins, et reproduisit en miniature plusieurs de ses tableaux.
Huit de ces petits cadres étaient mentionnés dans le catalogue de vente du peintre Aved en 1766, et selon les Goncourt, ces miniatures étaient encore attribuées à François Boucher au XIXe siècle.
Une grande miniature sur parchemin a été vendue par Josse en 1893, il s'agit d'une copie de l’Entrée de Psyché dans son palais, d’après le tableau de Boucher exposé au Salon de 1739 et exécuté en tapisserie à Beauvais. Cette tapisserie fait aujourd'hui partie des collections du Petit Palais à Paris.
Elle réalise et signe deux eaux-fortes du recueil des Principes et études de dessin de Bloemaert publié en juin 1735.
Selon les Frères Goncourt, il existe une planche de Deux paysans dormant, où, à côté de Boucher inv., on lit Uxor ejus sculpsit (sa femme l'a gravé).
Elle a également exposé plusieurs portraits et miniatures au Salon de la Correspondance créé par Pahin de La Blancherie en 1779.